# 桓伊

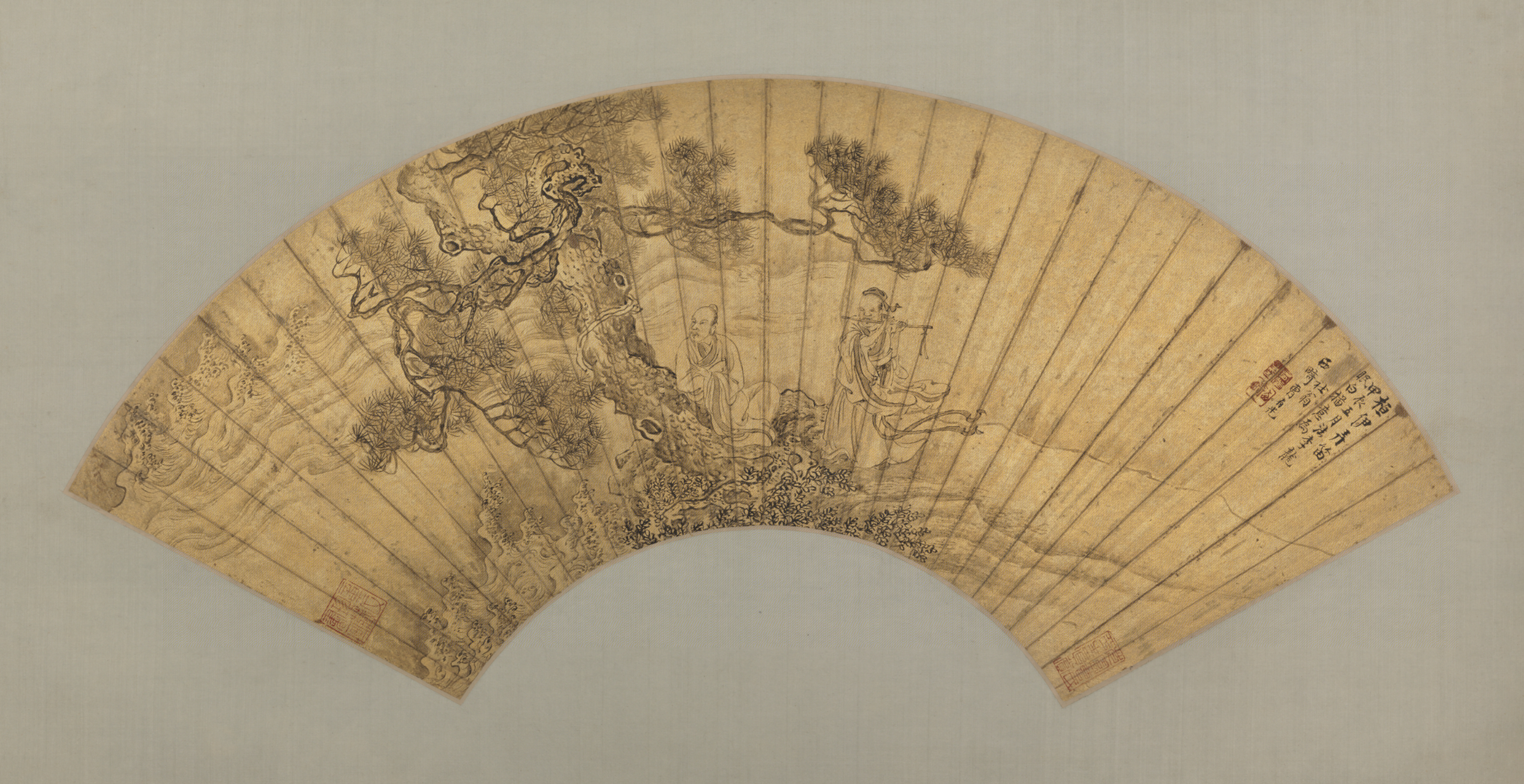
曹有光绘桓伊弄笛图扇页（故宫博物院藏）

桓伊（？—391年），字叔夏，小字子野（一作野王），東晉譙國銍縣（今安徽濉溪）人，東晉將領桓宣族子。東晉將領及音樂家，擅吹笛，有「笛聖」之稱。

## 生平
桓伊有軍事才幹，聰穎敏悟且簡樸直率，被王濛及劉惔兩個名士所賞識，故多次參諸府軍事，歷仕至大司馬桓溫的參軍。隨著前秦的強盛，東晉與前秦接壤的邊境經常發生戰事，朝廷議論選出能夠捍衞疆土的守將，就選中了桓伊，並任用他為淮南太守。桓伊在任內安定當地，並且有效抵御外敵，故此及後就加督豫州之十二郡及揚州之江西五郡軍事，升建威將軍、歷陽及淮南二郡太守。
太和六年（371年），前秦派王鑒及張蚝領兵救援據守壽春的叛將袁真子袁瑾，桓伊與謝玄領兵擊敗他們，助桓溫攻克壽春，平定叛變。戰後因功封宣城縣子，進都督豫州諸軍事、西中郎將、豫州刺史。太元元年（376年）又在桓沖指命下率兵進軍壽春，以緩解前秦對前涼的軍事壓力。太元八年（383年），淝水之戰發生，桓伊與謝琰及謝玄等共同抗擊前秦大軍，最終大敗前秦。戰後桓伊因功封永脩縣侯，並進號右軍將軍。
桓伊在豫州十年，安撫當地，甚得人心。至太元九年（384年）桓沖去世，桓伊代其鎮守江州，假節都督江州、荊州十郡及豫州四郡軍事、江州刺史。桓伊到後，見江州不與北方政權接壤，認為應當寬大體恤人民。故此上疏以「江州虛耗、連歲不登」為由建議合併各小縣並免收江州人民拖欠上繳的糧米，又提議移鎮豫章。朝廷雖然命桓伊鎮江州原治所尋陽，但其他請求都予以接納。桓伊在任因著事宜去安撫和幫助人民，都很得百姓信賴。多年後被徵召為護軍將軍，並獲賜以右軍將軍府二千人跟隨他，轉歸護軍將軍府。
太元十六年（391年）十一月，桓伊在任內去世，朝廷追贈右將軍，加散騎常侍，諡號為烈。有墓於南昌城南蔡家坊石馬街（今青雲譜石馬村）。

## 性格特徵
- 桓伊善吹笛，号称“江左第一”[3]，有“笛圣”之称，相傳他使用的竹笛是蔡邕的柯亭笛[4]。曾为王徽之吹奏《梅花三弄》，吹奏完畢，桓伊上車走人，不發一言，[5]相傳琴曲《梅花三弄》即據其笛曲改編[6]。
- 桓伊擅長唱挽歌，與羊曇唱樂及袁山松《行路難》合稱「三絕」。每當聽到人清唱時就會像喪事中說一聲「奈何」[7]，谢安就曾因而說：“子野可谓一往有深情。”[8]
- 桓伊在淝水之戰後收集前秦步騎兵留下的鎧甲，多年來作整理後共得六百領。又早作上表，命人在他死後上呈朝廷，就是要將這批鎧甲獻給朝廷，還望這會幫助到東晉統一。可見其忠。

## 家庭

### 父
- 桓景，官至侍中、丹楊尹、中領軍、護軍將軍。

### 弟
- 桓不才，東晉將領，官至冠軍將軍。

### 子女
- 桓肅之，嗣爵。
- 桓崇之，七世孫為桓法嗣。

### 孫兒
- 桓陵，嗣爵。